# Народний артист
Наро́дний арти́ст — почесні звання, встановлене в СРСР і союзних республіках.
Було встановлено такі звання:
- народний артист СРСР — 6 вересня 1936 року,
- народний артист РРФСР — 10 серпня 1931 року,
- народний артист УРСР — 13 січня 1934 року,
- народний артист БРСР — 4 липня 1940 року,
- народний артист Узбецької РСР — 16 лютого 1940 року,
- народний артист Казахської РСР — 2 червня 1940 року,
- народний артист Грузинської РСР — 27 травня 1936 року,
- народний артист Азербайджанської РСР — 28 липня 1928 року,
- народний артист Литовської РСР — 26 квітня 1941 року,
- народний артист Молдавської рСР — 14 березня 1941 року,
- народний артист Латвійської РСР — 20 лютого 1941 року,
- народний артист Киргизької РСР — 10 січня 1939 року,
- народний артист Таджицької РСР — 28 березня 1939 року,
- народний артист Вірменської РСР — 23 жовтня 1931 року,
- народний артист Туркменської РСР — 28 лютого 1940 року,
- народний артист Естонської РСР — 31 березня 1941 року.